# Hera Björk
Hera Björk Þórhallsdóttir (* 29. März 1972 in Reykjavík) ist eine isländische Sängerin, die 2010 und 2024 für Island am Eurovision Song Contest teilnahm.

## Karriere
Björk trat beim Eurovision Song Contest 2010 für Island mit dem teils selbst geschriebenen Lied Je ne sais quoi an, nachdem sie 2008 und 2009 die damaligen Vertreter Islands, Eurobandið und Yohanna, als Backgroundsängerin unterstützt hatte. Im Halbfinale qualifizierte sie sich mit dem dritten von 16 Plätzen. Im Finale belegte sie den 19. von 25 Plätzen.
Bereits 2009 wollte Hera Björk Dänemark mit dem Lied Someday vertreten, sie scheiterte aber in der Vorentscheidung an Niels Brinck. Später nahm ihr Lied beim von Eurovision-Fans veranstalteten OGAE Second Chance Contest teil und belegte dort den ersten Platz.
Im Jahr 2013 nahm sie für Island beim Internationalen Songfestival von Viña del Mar in Chile teil, wo sie mit ihrem Lied Because You Can den Wettbewerb gewann.
2015 unterstützte Hera Björk María Ólafsdóttir bei ihrem Auftritt in Wien als Backgroundsängerin beim Eurovision Song Contest. 2016 moderierte sie Eurovision In Concert in Amsterdam.
2019 nahm sie mit dem Lied Moving On wieder am isländischen Vorentscheid Söngvakeppnin teil. Sie erreichte das Finale und belegte dort Platz vier von fünf.
2024 nahm Hera Björk erneut am Söngvakeppnin teil. Mit dem von Ásdís geschriebenen Lied Scared of Heights gewann sie das Superfinale und vertrat somit Island beim Eurovision Song Contest 2024 in Malmö. Dort qualifizierte sie sich jedoch nicht für das Finale.

## Diskografie

### Alben
- 2000: Ilmur af Jólum
- 2006: Hera Björk
- 2010: Je Ne Sais Quoi
- 2013: Ilmur af Jólum II

### Soundtracks
- 1999: Litla Hryllingsbúðin

### Singles
- 2001: Engum Nema Þér (mit Friðrik Ómar)
- 2003: Blikar, Tökum Nú Bikar (with Vilhjálmur Goði)
- 2009: Someday
- 2010: Je ne sais quoi
- 2011: Finnum Astina / Feel the Love Tonight
- 2013: Because You Can
- 2015: Christmas Song (mit Chiara Siracusa)
- 2016: Queen of Effing Everything
- 2018: Frelsisvor (mit Gissur Páll Gissurarson)
- 2024: Við förum hærra / Scared of Heights